# PITMAN
『PITMAN』（ピットマン）は、1990年6月1日に日本のアスク講談社から発売されたゲームボーイ用パズルゲーム。北米では『Catrap』のタイトルで発売された。

## 概要
1985年に磯川豊によりMZ-700で作成され、パソコン誌『Oh!MZ』に掲載されたゲームを、ゲームボーイ用にアレンジ移植した作品。ラウンドごとに石を押して動かしたり、土を掘って壊したりして敵の元へ行き、全ての敵を倒すとラウンドクリアとなる。 全100ラウンドを全てクリアすればゲームクリア。ラウンド1～99は好きな順番でプレイできるが、最終ラウンドのみ他のラウンドを全てクリアするとプレイできる。
2011年にはニンテンドー3DS用のバーチャルコンソール対応ソフトとして配信された。

## ストーリー
誤って魔物の館に迷い込んでしまい、呪いで猫の姿に変えられてしまったピットボーイとピットガール。
元の姿に戻るには、100にも及ぶ部屋を巡り、全ての魔物をぶっ飛ばすしかない。
果たして二人は無事元の姿に戻れるのか…

## キャラクター
ピットボーイ
ピットガール

## 他機種版
| No. | タイトル      | 発売日                                     | 対応機種        | 開発元       | 発売元        | メディア                            | 型式 | 備考 | 出典        |
| --- | ------------- | ------------------------------------------ | --------------- | ------------ | ------------- | ----------------------------------- | ---- | ---- | ----------- |
| 1   | PITMAN Catrap | 2011年7月27日 2011年10月6日 2011年10月13日 | ニンテンドー3DS | アスク講談社 | アスク 任天堂 | ダウンロード (バーチャルコンソール) | -    |      | [ 2 ] [ 3 ] |

## スタッフ
- オリジナル：磯川豊
- プロデュース：高瀬俊一
- プログラム：阿閉雅宏
- サウンド：浅川政夫
- グラフィック：讃岐平、XOFDER（鶴田道孝）
- 企画：XOFDER（鶴田道孝）

## 評価
ゲーム誌『ファミコン通信』の「クロスレビュー」では合計24点、『ファミリーコンピュータMagazine』の読者投票による「ゲーム通信簿」での評価は以下の通り16.33点（満30点）となっている。
| 項目 | キャラクタ | 音楽 | 操作性 | 熱中度 | お買得度 | オリジナリティ | 総合  |
| 得点 | 2.97       | 2.57 | 2.76   | 2.59   | 2.68     | 2.76           | 16.33 |